# Tetragoneura
Parastemma, Sciarella
Genre
Synonymes
- Parastemma Grzegorzek, 1885
- Sciarella Meunier 1904

Tetragoneura est un genre d'insectes diptères nématocères de la famille des Mycetophilidae (littéralement « amis des champignons »).

## Classification
Le genre Tetragoneura est décrit en 1846 par l'entomologiste allemand Johannes Winnertz (1800-1890).

### Fossiles
Selon Paleobiology Database en 2023, le nombre de collections fossiles est de six :
- Miocène, une collection de la République Dominicaine ;
- Oligocène, une collection de France et une d'Allemagne ;
- Éocène, deux collections en Russie, une aux États-Unis, au Colorado.

Ceci atteste la présence de ce genre depuis le Bridgérien de l'Éocène inférieur, soit depuis 50,3 Ma.

## Répartition
Les espèces du genre Tetragonera se rencontrent en Europe, en Australie et en Amérique.

## Espèces fossiles
Selon Paleobiology Database (27 juin 2023), ce genre compte seize espèces fossiles :
- †Tetragoneura armbrusteri Statz 1944
- †Tetragoneura brevistipitis Baxter, 1994
- †Tetragoneura borussica Meunier, 1904
- †Tetragoneura detecta Meunier, 1923
- †Tetragoneura elongata Meunier, 1904
- †Tetragoneura elongatissima Meunier, 1904
- †Tetragoneura fixa Meunier, 1923
- †Tetragoneura glabra Meunier, 1904
- †Tetragoneura gracilis Meunier, 1904
- †Tetragoneura minuta Meunier, 1904
- †Tetragoneura mycetophiliformis Meunier, 1904
- †Tetragoneura passa Meunier, 1923
- †Tetragoneura peritula Cockerell, 1909
- †Tetragoneura rectangulata (Meunier, 1904)
- †Tetragoneura sannoisiensis Meunier, 1914
- †Tetragoneura tenera (Loew, 1850)

## Liste d'espèces
Selon BioLib (27 juin 2023) :
- Tetragoneura ambigua (Grzegorzek, 1885), 2020
- Tetragoneura ambigua Grzegorzek, 1885
- Tetragoneura andina Lane, 1962
- Tetragoneura annulicornis Matile, 1993
- Tetragoneura araucana Duret, 1976
- Tetragoneura arauensis Lane, 1952
- Tetragoneura arcuata Sherman, 1921
- Tetragoneura ardeiceps Freeman, 1951
- Tetragoneura argentina Duret, 1976
- Tetragoneura armbrusteri Statz, 1944
- Tetragoneura artigasi Duret, 1984
- Tetragoneura atra Sherman, 1921
- Tetragoneura auriculata Matile, 1993
- Tetragoneura bachmanni Duret, 1976
- Tetragoneura baylaci Matile, 1993
- Tetragoneura beckeri Enderlein, 1910
- Tetragoneura bejaranoi Duret, 1976
- Tetragoneura bifida Freeman, 1951
- Tetragoneura borgmeieri Edwards, 1932
- Tetragoneura borussica Meunier, 1904
- Tetragoneura boucheti Matile, 1993
- Tetragoneura bourgoini Matile, 1993
- Tetragoneura brevistipitis Baxter, 1994
- Tetragoneura burenari Lane, 1952
- Tetragoneura caetensis Lane, 1952
- Tetragoneura calopus (Bigot, 1888)
- Tetragoneura cautinensis Duret, 1984
- Tetragoneura chazeaui Matile, 1993
- Tetragoneura chilena Duret, 1976
- Tetragoneura chillanensis Duret, 1989
- Tetragoneura concurrens Edwards, 1933
- Tetragoneura cordillerana Duret, 1982
- Tetragoneura cornuta Duret, 1982
- Tetragoneura correntina Duret, 1980
- Tetragoneura dentata Freeman, 1951
- Tetragoneura derunei Lane, 1952
- Tetragoneura detecta Meunier, 1923
- Tetragoneura elongata Meunier, 1904
- Tetragoneura elongatissima Meunier, 1904
- Tetragoneura exigua Matile, 1989
- Tetragoneura fallaciosa Matile, 1993
- Tetragoneura fallax Sherman, 1921
- Tetragoneura fanipennis Lane, 1952
- Tetragoneura fisherae Kerr, 2007
- Tetragoneura fixa Meunier, 1922
- Tetragoneura flavicauda Edwards, 1941
- Tetragoneura flavicincta Freeman, 1951
- Tetragoneura flexa Tonnoir & Edwards, 1927
- Tetragoneura freemani Duret, 1976
- Tetragoneura fusca Tonnoir, 1927
- Tetragoneura galea Freeman, 1951
- Tetragoneura glabra Meunier, 1904
- Tetragoneura golbachi Duret, 1980
- Tetragoneura gracilis Meunier, 1904
- Tetragoneura guajaensis Lane, 1952
- Tetragoneura hepperi Duret, 1976
- Tetragoneura hirsuticauda Matile, 1993
- Tetragoneura huarpesi Lane, 1952
- Tetragoneura iaunai Lane, 1952
- Tetragoneura indecisa Duret, 1976
- Tetragoneura lanei Duret, 1980
- Tetragoneura lanfrancoae Duret, 1984
- Tetragoneura longicauda Van Duzee, 1928
- Tetragoneura longicornis (Okada, 1937)
- Tetragoneura luispenai Duret, 1982
- Tetragoneura mallecoensis Duret, 1984
- Tetragoneura mapuchensis Duret, 1991
- Tetragoneura marceda Sherman, 1921
- Tetragoneura matilei Duret, 1982
- Tetragoneura matsutakei (Saskai, 1935)
- Tetragoneura minima Tonnoir & Edwards, 1927
- Tetragoneura minor Enderlein, 1910
- Tetragoneura minuta Meunier, 1904
- Tetragoneura mycetophiliformis (Meunier, 1904)
- Tetragoneura naumanni Duret, 1976
- Tetragoneura neopollux Duret, 1991
- Tetragoneura neuquina Duret, 1976
- Tetragoneura nigra Marshall, 1896
- Tetragoneura nigripalpis Freeman, 1951
- Tetragoneura nitida Adams, 1903
- Tetragoneura nocticolor Edwards, 1932
- Tetragoneura obirata Plassmann, 1990
- Tetragoneura obliqua Tonnoir & Edwards, 1927
- Tetragoneura obscura Tonnoir & Edwards, 1927
- Tetragoneura occulta Matile, 1993
- Tetragoneura opaca Tonnoir, 1927
- Tetragoneura osornoensis Duret, 1982
- Tetragoneura otohimeana Okada, 1939
- Tetragoneura paraardeiceps Duret, 1980
- Tetragoneura parachilena Duret, 1982
- Tetragoneura parapollux Duret, 1991
- Tetragoneura passa Meunier, 1922
- Tetragoneura patagonica Duret, 1976
- Tetragoneura pectinata Freeman, 1951
- Tetragoneura penai Duret, 1976
- Tetragoneura peritula Cockerell, 1909
- Tetragoneura peruana Kertész, 1909
- Tetragoneura pervigila Matile, 1993
- Tetragoneura pimpla Coquillett, 1901
- Tetragoneura pollux Freeman, 1951
- Tetragoneura porteri Duret, 1989
- Tetragoneura proxima Tonnoir & Edwards, 1927
- Tetragoneura pseudoardeiceps Duret, 1982
- Tetragoneura pseudochilena Duret, 1982
- Tetragoneura pudogensis Polevoi & Javkovlev, 2011
- Tetragoneura puyehuensis Duret, 1984
- Tetragoneura quintana Cole, 1921
- Tetragoneura rara Duret, 1980
- Tetragoneura rectangulata Meunier, 1904
- Tetragoneura reducta Matile, 1993
- Tetragoneura riveti (Edwards, 1919)
- Tetragoneura robur Garrett, 1925
- Tetragoneura rufipes Tonnoir & Edwards, 1927
- Tetragoneura ruuhijarvii Polevoi & Javkovlev, 2011
- Tetragoneura sannoisiensis Meunier, 1915
- Tetragoneura sasakawai Oliveira & Amorim, 2010
- Tetragoneura sergioi Duret, 1976
- Tetragoneura sibirica Maximova, 2001
- Tetragoneura similis Garrett, 1925
- Tetragoneura simillima Freeman, 1951
- Tetragoneura simplex Edwards, 1932
- Tetragoneura simplicipes Freeman, 1951
- Tetragoneura simplicistila Freeman, 1951
- Tetragoneura sinuata Freeman, 1951
- Tetragoneura spinata Edwards, 1932
- Tetragoneura spinipes Tonnoir & Edwards, 1927
- Tetragoneura stangei Duret, 1980
- Tetragoneura stuardoi Duret, 1982
- Tetragoneura sylvatica (Curtis, 1837)
- Tetragoneura tenera (Loew, 1850)
- Tetragoneura tibialis Freeman, 1951
- Tetragoneura tibialis Sasakawa, 1961
- Tetragoneura tonnoiri Matile, 1989
- Tetragoneura ultima Tonnoir & Edwards, 1927
- Tetragoneura usitata Matile, 1993
- Tetragoneura venusta Tonnoir & Edwards, 1927
- Tetragoneura vianai Duret, 1976
- Tetragoneura vockerothi Duret, 1982
- Tetragoneura vogeli Edwards, 1932
- Tetragoneura willinki Duret, 1980